# Eduard Heinrich Henoch
Eduard Heinrich Henoch (Berlino, 1820 – Dresda, 1910) è stato un medico tedesco.
Docente all'Università di Berlino dal 1868 al 1894, fu iniziatore di una nuova scuola di pediatria. Da lui prende nome la porpora di Schönlein-Henoch.